# Musée du costume de la Forêt-Noire
Musée du costume de la Forêt-Noire (allemand : Schwarzwälder Trachtenmuseum) est un musée situé dans le bâtiment du couvent de l'ancienne abbaye des Capucins à Haslach im Kinzigtal, dans le comté d'Ortenaukreis, qui se trouve dans le Bade-Wurtemberg, au sud de l'Allemagne.
Le musée s'est ouvert en 1980 dans les bâtiments rénovés de l' abbaye. Il dépeint l'histoire et le développement du costume folklorique traditionnel de la Forêt-Noire et des régions voisines.

## Expositions
Le musée abrite certains des costumes originaux les plus importants des régions suivantes :
- Forêt-Noire centrale (en)
- Forêt-Noire méridionale (en)
- Forêt-Noire septentrionale (en) (les contreforts de la plaine du Rhin supérieur)
- Des régions adjacentes à la Forêt-Noire
- Ried
- Breisgau
- Markgräflerland

Plus de cent personnages grandeur nature sont habillés de costumes originaux de la Forêt-Noire dans de grandes vitrines. Mis en scène et représentés de façon réaliste, complétés par des pièces individuelles et des objets de la vie paysanne fabriqués artistiquement, ces tableaux représentent à la fois la vie quotidienne et les grandes occasions.
Influencés par les tendances respectives de l'air du temps et de la mode, par la prospérité, la pauvreté et les liens confessionnels, les costumes de la Forêt-Noire au XVIIIe siècle ont chacun leur propre caractéristiques.

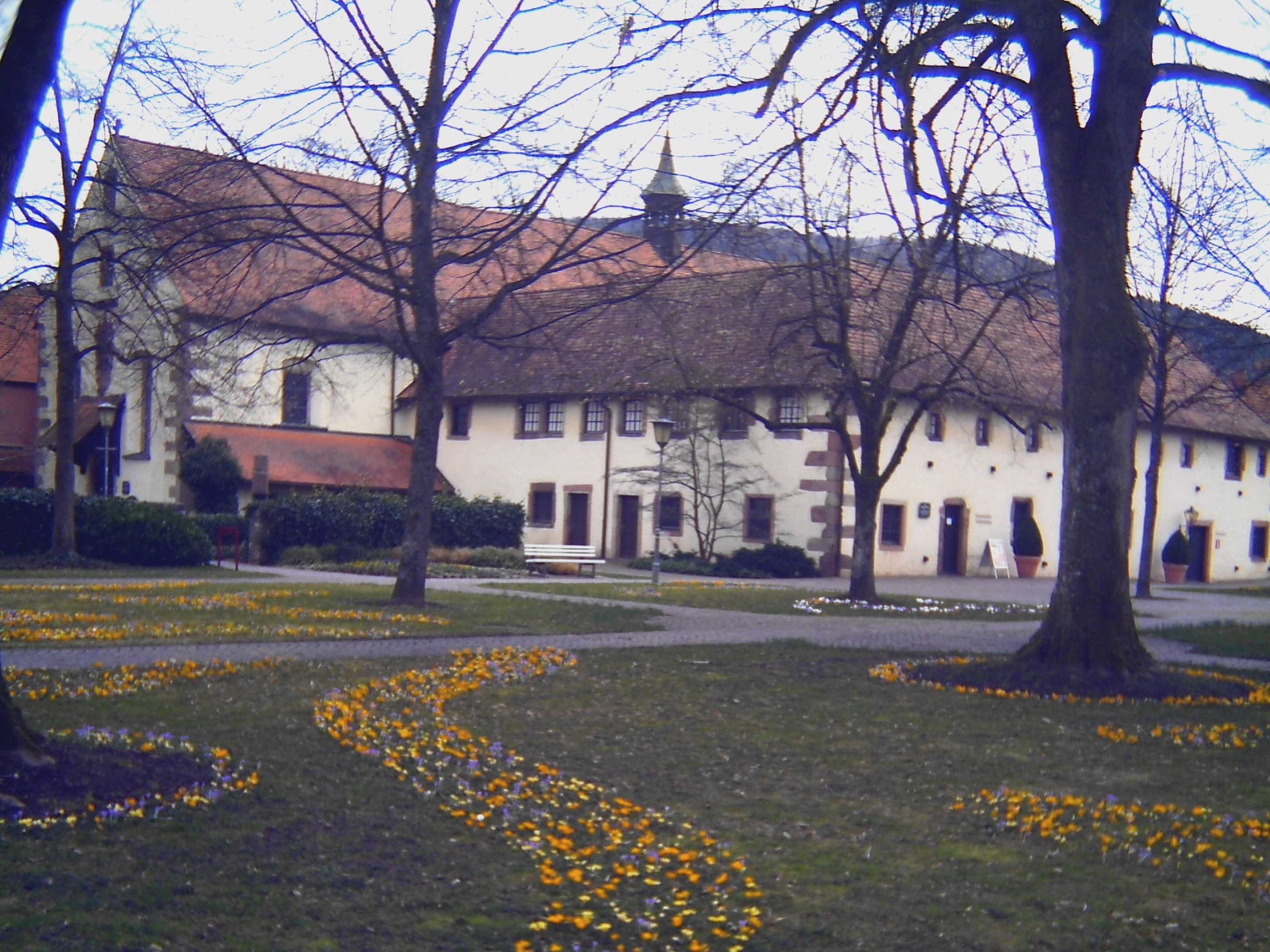
Abbaye des Capucins, Haslach, le site du musée

### Thèmes
- Bonnets et chapeaux, par exemple le Bollenhut
- Couronne de mariée (en) (Schäppel)
- Tenue civique
- Vêtements de travail

## L'ancienne abbaye capucine
L'ancien monastère des Capucins (construit entre 1630 et 1632), qui abrite cette collection de costumes, est le seul monastère baroque entièrement conservé de l'ordre des Capucins dans tout le sud de l'Allemagne.

## Galerie photo

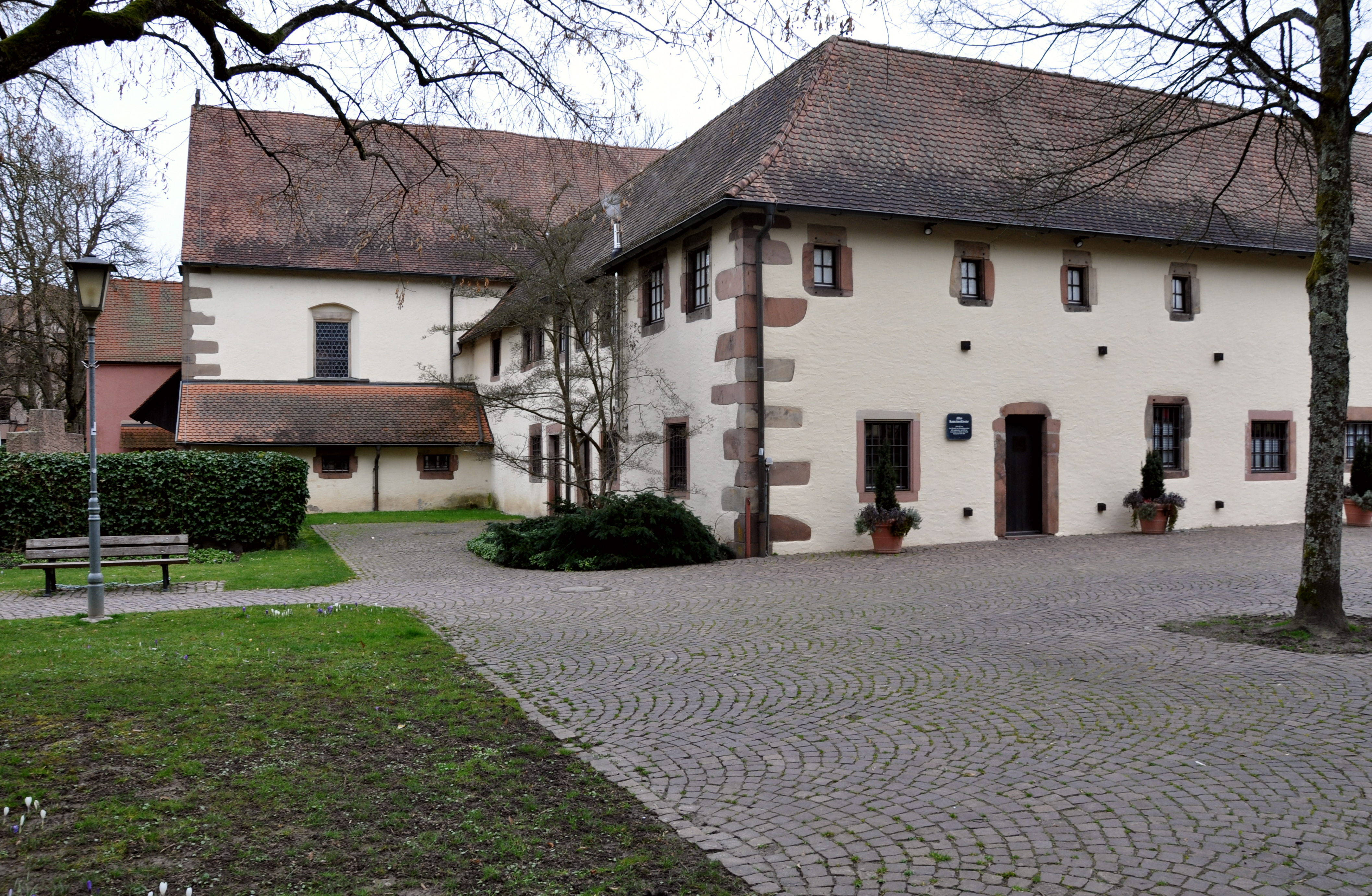
L'ancienne abbaye capucine de l'extérieur I
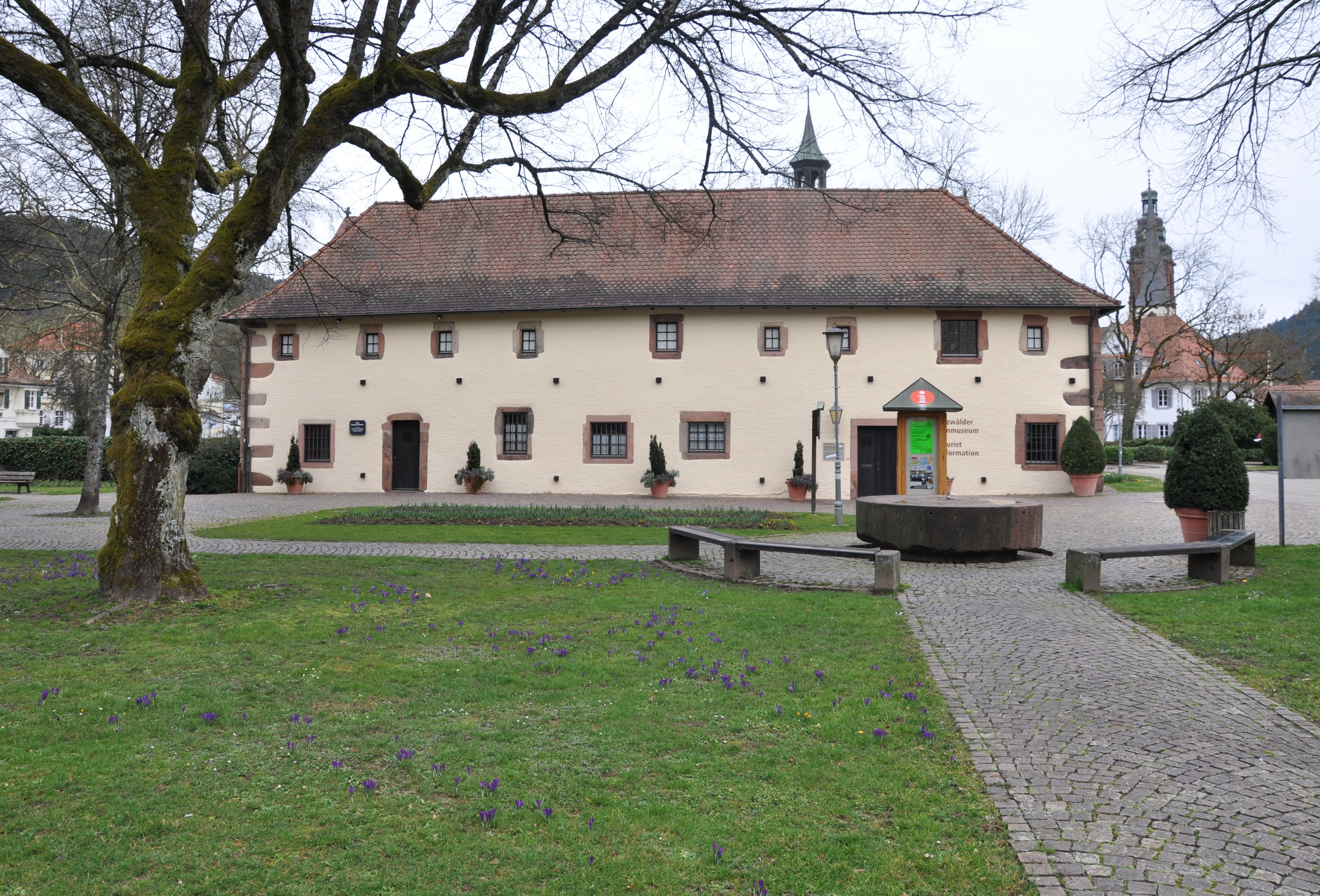
L'ancienne abbaye capucine vue de l'extérieur II
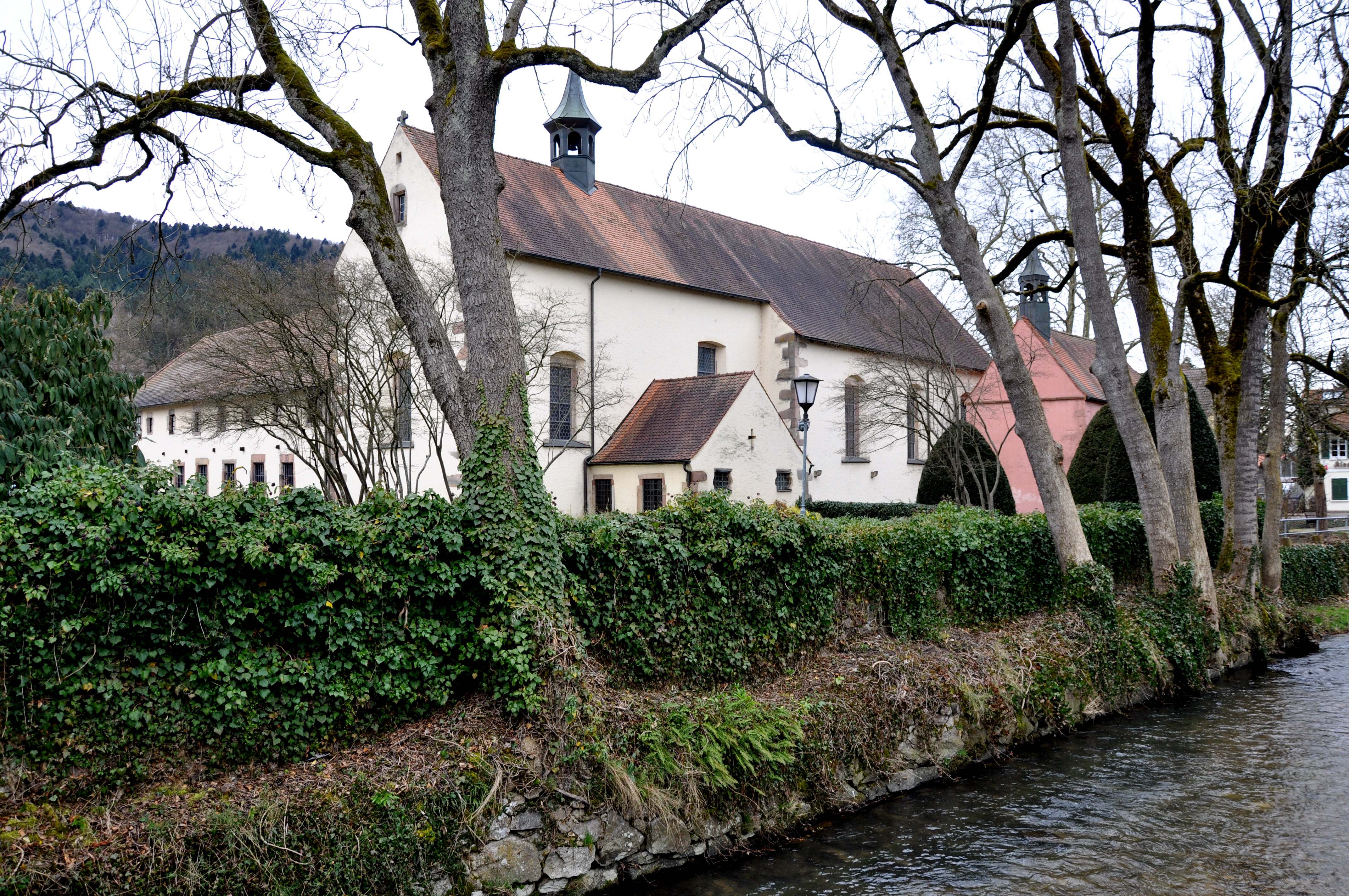
L'ancienne abbaye des capucins
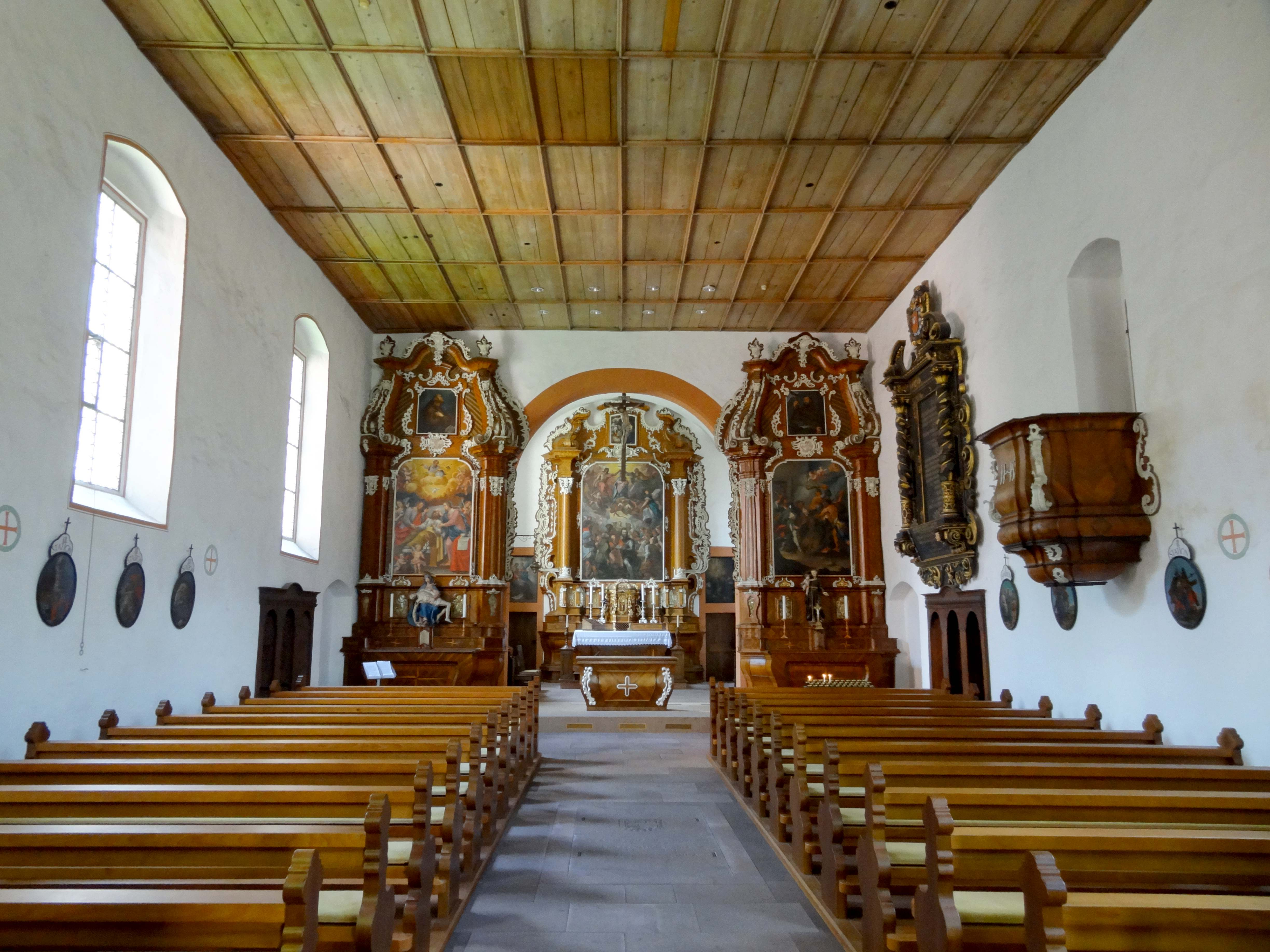
Église de l'ancienne abbaye des Capucins
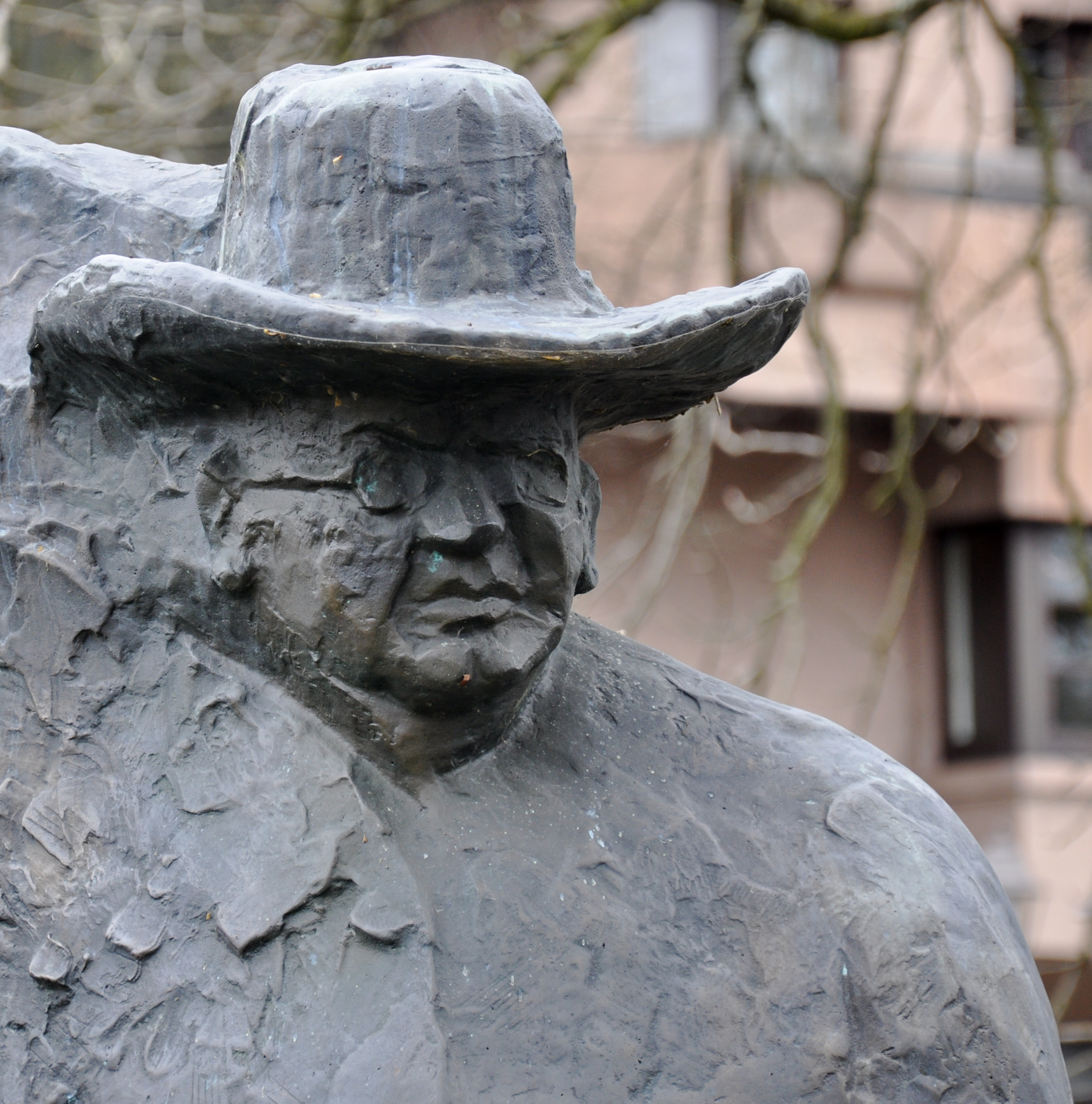
Statue de Hansjakob
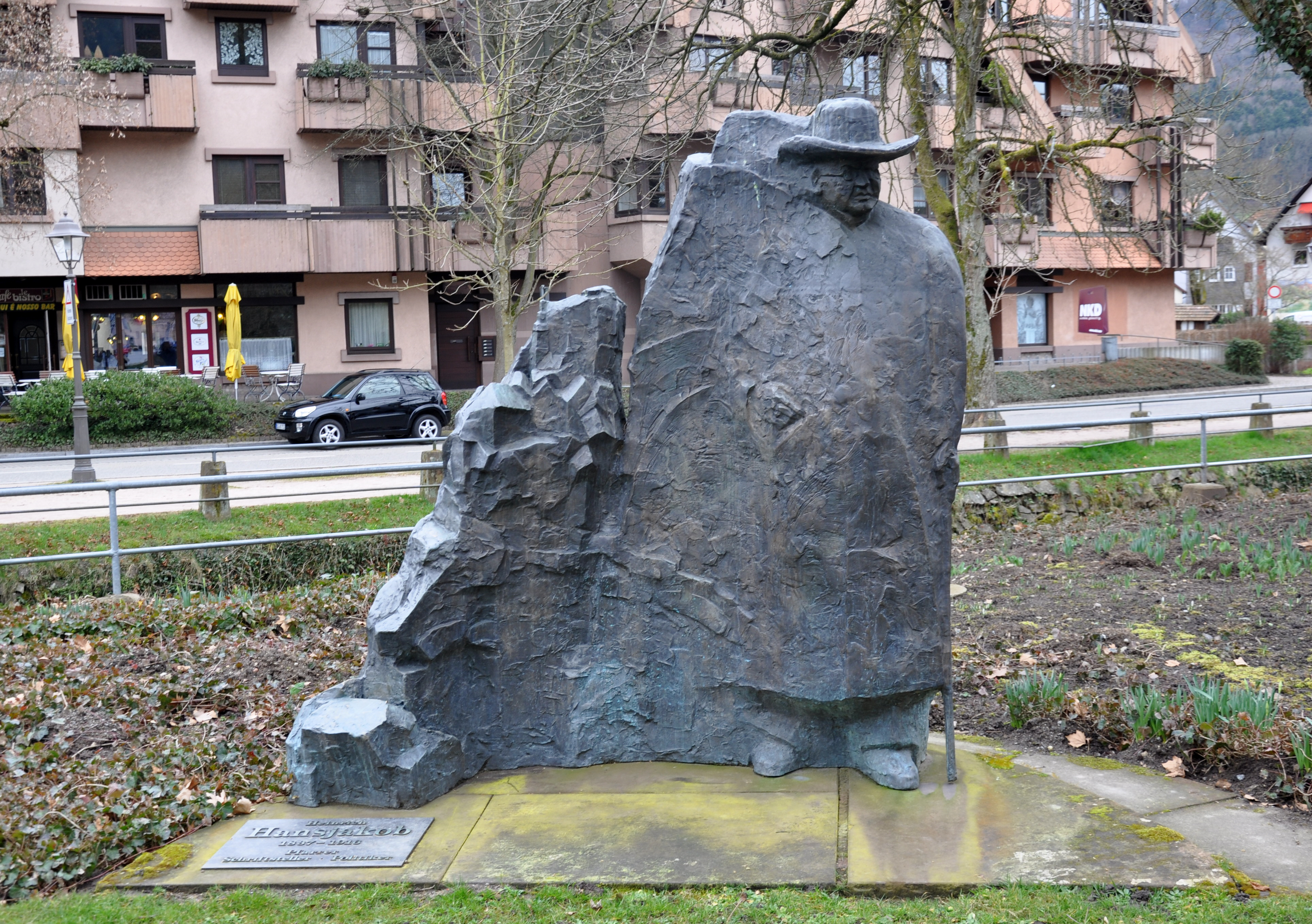
Statue de Hansjakob
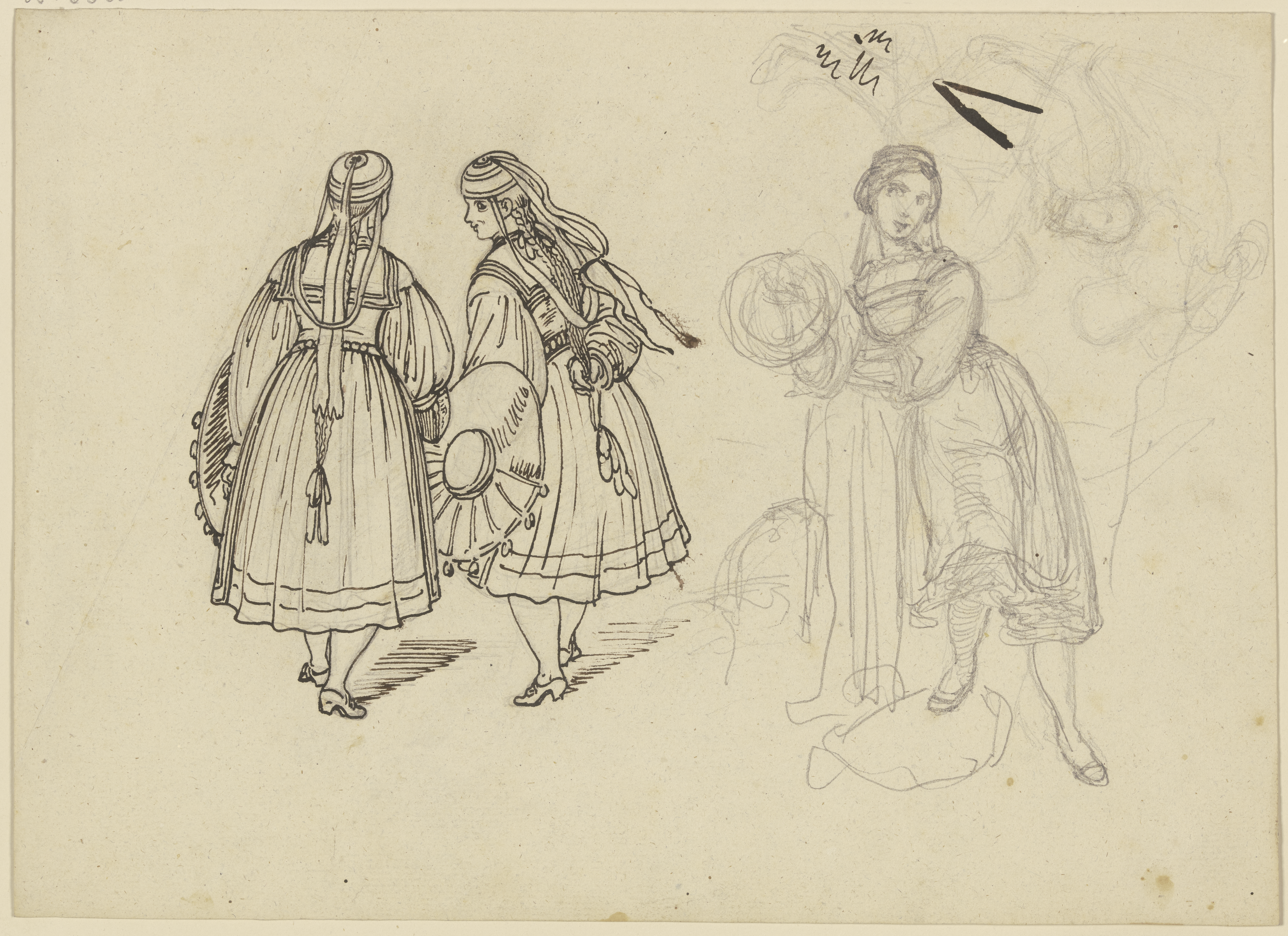
"Trois jeunes filles de la Forêt-Noire"
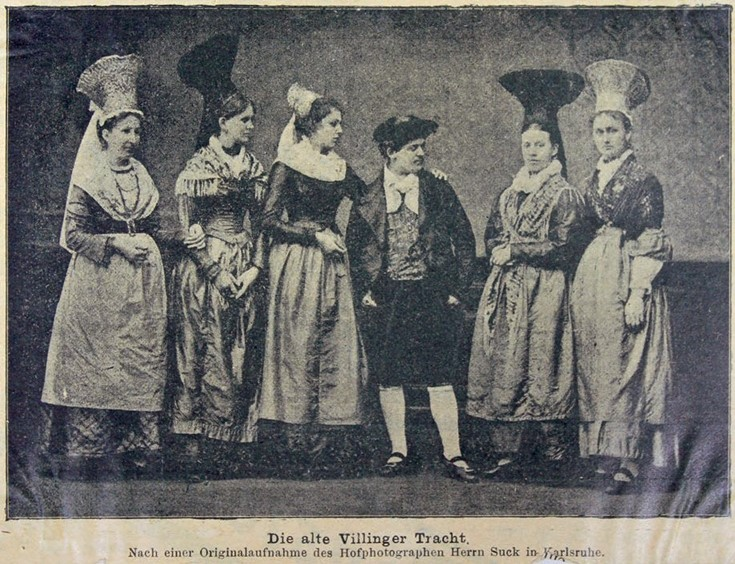
Villinger Tracht (1892)
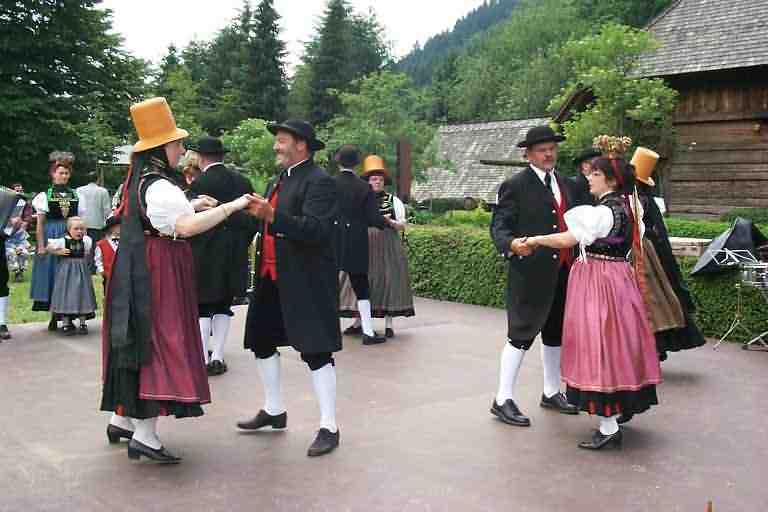
Schwarzwälder Tracht porté par les gens de Furtwangen
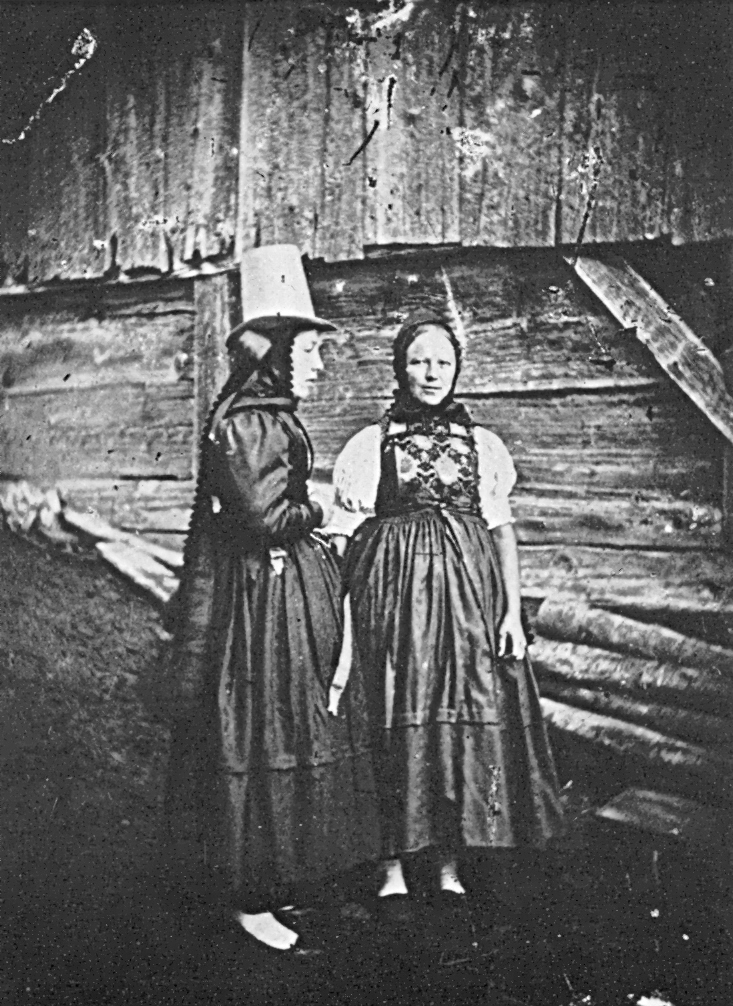
Schwarzwälder Tracht